# C12H9N3O5
化学式C12H9N3O5（摩尔质量：275.22 g/mol）可以指：
- 分散黄1，CAS号：119-15-3
- 硝呋酚酰肼（英语：Nifuroxazide），CAS号：965-52-6

|  | 这个同类索引页列出了具有相同分子式的化学物（即同分異構體）条目。 除非您是有意链接至本页，否则应将相应条目的内部链接指向正确的条目。 |